# 우호성
우호성(Agreeableness)은 친절하고, 동정 (감정)적이며, 협조적이며, 따뜻하고, 솔직하고, 사려 깊은 것으로 인식되는 행동으로 나타나는 성격 특성이다. 현대 성격 심리학에서 우호성은 성격 구조의 5가지 성격 특성 요소 중 하나이며 협력과 사회적 조화의 개인차를 반영한다.
측정된 우호성이 높은 사람은 공감적이고 이타적인 반면, 우호성이 낮은 사람은 이기적인 행동(종종 인색함으로 나타남)과 공감 부족 경향이 있다. 측정된 우호성이 매우 낮은 사람들은 협력하기보다는 조종하고 다른 사람들과 경쟁하는 등 다크 트라이어드 행동의 징후를 보인다.
우호성은 상위 특성으로 간주된다. 즉, 통계적으로 함께 묶인 성격 하위 특성을 그룹화한 것이다. 우호성 아래에 그룹화되는 하위 수준 특성 또는 측면은 신뢰, 솔직함, 이타주의, 순응, 겸손 및 부드러운 마음이다.

## 같이 보기
- 특성이론